# لابولبينية
اللابولبينية (الاسم العلمي:Laboulbeniaceae) هي فصيلة من الفطريات تتبع رتبة اللابولبينيات من الطائفة اللابولبينانية.

## الأجناس
- اللابولبينة